# Рача (квартал, Братислава)

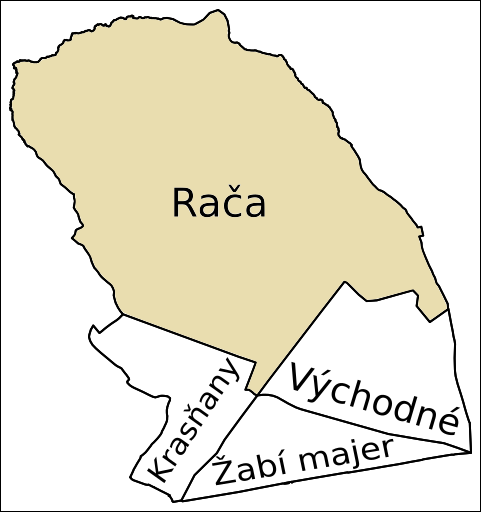
Местонахождение квартала Рача

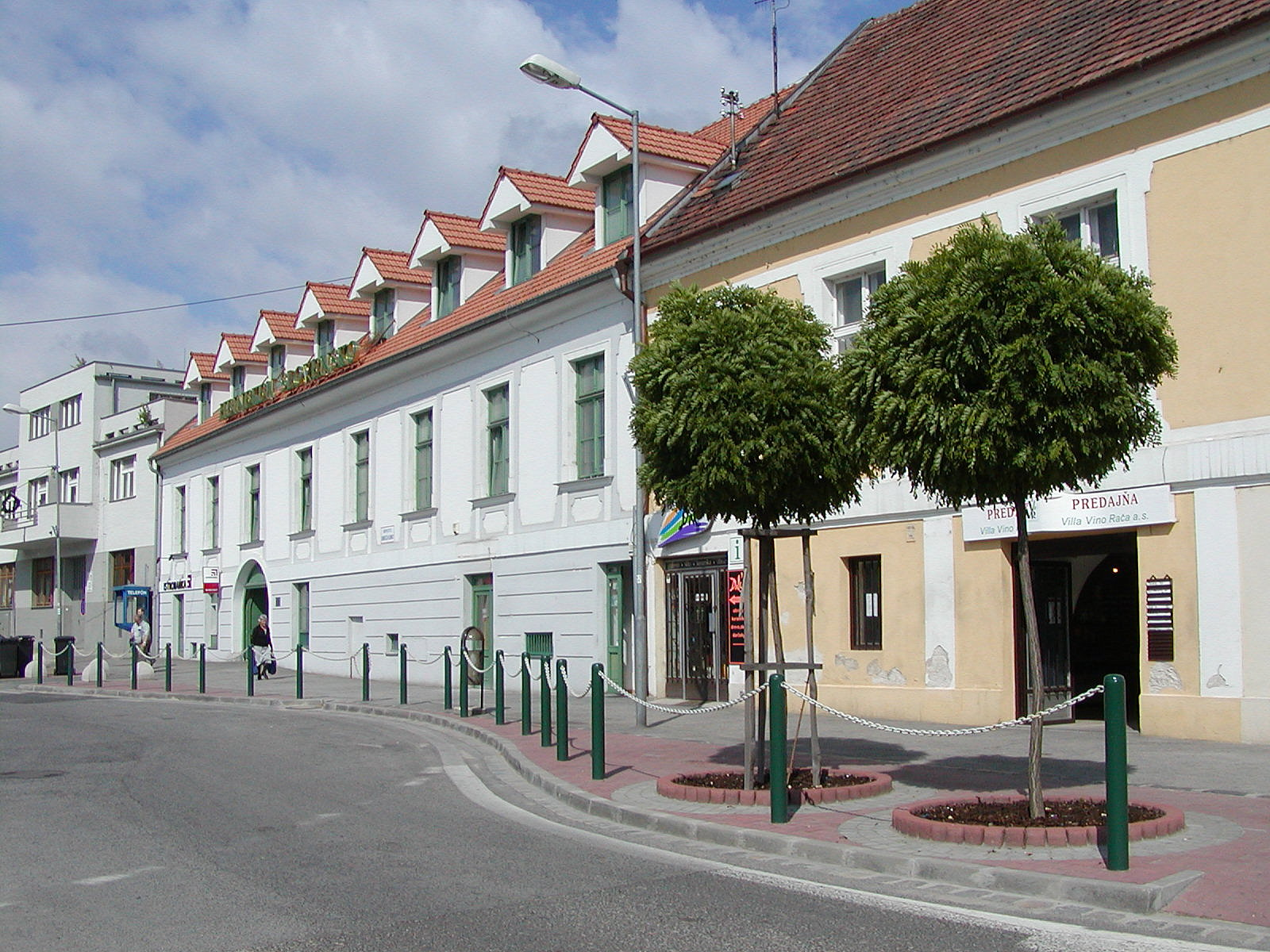
Площадь А. Глинки, Братислава-Рача

Рача (словацк. Rača, исторические оригинальные названия: Окол, Рача, Рачишча, Реча, Рехендорф, Ретисдорф, Ратсесдорф, Ратцерсдорф, Ратцерсторф, Растиславице, Рачишдорф, Рачишторф — Okol, Racha, Račišča, Recha, Résca, Récse, Rechendorf, Retisdorf, Ratsesdorf, Ratzersdorf, Ratzerstorf, Rastislavice, Račišdorf a Račištorf) — квартал в городском районе Рача (Братислава).

## История
Это винодельческое село упоминается в источниках 1296 года как Вилла Рача. Частью Братислава является с 1946 года.
24 ноября 1966 года на холме Сакракопец недалеко от Рачи разбился советский самолёт Ил-18, принадлежавший болгарской авиакомпании. Погибли все 74 пассажира и 8 членов экипажа из двенадцати государств.

## Культура и достопримечательности
В Раче находится две римско-католические церкви. Приходская церковь, построенная в 1390 году, была освящена в честь святых Филиппа и Иакова, вторая церковь — Девы Марии Помощницы христиан построена в 1937 году. Также в Раче расположена часовня Святой Анны.
На Алстовой улице, в непосредственной близости от римско-католической приходской церкви, находится протестантская церковь 1835 года постройки.
В Раче расположена железнодорожная станция Братислава-Рача.